# Dyna Brothers 2
Dyna Brothers 2 (ダイナブラザーズ2) est un jeu vidéo de gestion sorti en 1993 sur Mega Drive. Le jeu a été développé par CRI Middleware et édité par Sega. Il est la suite de Dyna Brothers et n'est lui aussi sorti qu'au Japon.
Le jeu est sorti sur la Console virtuelle de la Wii en 2007.